# Selene Carolina Ramírez
Selene Carolina Ramírez García (Hermosillo, 30 de septiembre de 1986) es una académica, narradora y poeta mexicana multipremiada. Su libro De cuando ellos se narraron (2016) la hizo acreedora del XV Premio Nacional de Narrativa Sonora Gerardo Cornejo. Por su más reciente trabajo, El país de las mujeres enterradas, recibió el primer lugar en el Certamen Nacional de Poesía 2023, que otorga la Universidad Autónoma de Campeche.

## Biografía y trayectoria
Desde muy joven se interesó por la literatura y las artes. Por tal motivo, estudió la licenciatura en Literaturas Hispánicas en la Universidad de Sonora, misma institución donde realizaría sus estudios de posgrado; primero la maestría en Literatura Hispanoamericana y después el Doctorado en Humanidades.
En 2013, mientras cursaba el doctorado, ganó sus primeros premios literarios, al obtener el primer lugar en el VIII Concurso Universitario de Literatura Luis Enrique García de la Universidad de Sonora, con el cuento La cotidianidad de un amor; así como el segundo lugar en la categoría Alicia Muñoz Romero de lírica, con el poema Dícese de la explicación no metodológica sobre el no deber amarme.
Un año más tarde, recibió el primer galardón durante los Juegos Trigales del Valle del Yaqui 2014, haciéndose acreedora del XV Premio Nacional de Narrativa Sonora Gerardo Cornejo por el cuentario De cuando ellos se narraron. Tal libro fue editado y se publicó en 2016 por el Instituto Sonorense de Cultura. También durante 2014 fue becaria del Fondo Estatal para la Cultura y las Artes de Sonora (FECAS).
En 2015 ganó el primer lugar en la décima edición del Concurso Universitario de Literatura Alicia Muñoz Romero, con el poema Deconstrucción de todas mis orquídeas violetas. En este mismo concurso, pero en la categoría Luis Enrique García de cuento, obtuvo la segunda posición con el texto A Michel no la dejan irse.
En 2017 fundó el Colegio Sonorense de Académicos de la Lengua y la Literatura, el cual presidió hasta 2019. Sin embargo, aún coordina las actividades del Seminario Permanente de Filosofía que el Colegio ofrece en colaboración con la Universidad de Sonora.
Durante el periodo 2017-2018 obtuvo la beca del Fondo Nacional para la Cultura y las Artes (FONCA), con la que continuó desarrollando su obra literaria. A finales de 2018, en el marco de la Feria del Libro de Hermosillo, se le premió con el primer lugar del Concurso del Libro Sonorense por el cuentario Love is love, o de cómo me ato las cintas, el cual fue editado y publicado en 2019 en colaboración por NITRO/PRESS y el Instituto Sonorense de Cultura.
Durante 2019 siguió publicando fragmentos de su obra poética en algunas revistas literarias, entre las cuales se encuentra Carruaje de Pájaros, donde publicó el poema En medio de esto. Este mismo año fungió como Jefa del Departamento de Literatura del Instituto Sonorense de Cultura, cargo que dejó para poder formar parte del Sistema Nacional de Jóvenes Creadores.
En 2021 ganó por segunda ocasión el Concurso del Libro Sonorense en la categoría de cuento, con la obra Villa Paraíso, publicación que vio la luz en septiembre de 2022.
Aunado a su labor artística, se ha dedicado a la investigación académica, por lo que ha sido acreedora a los estímulos del Consejo Nacional de Ciencia y Tecnología (CONACyT) durante los periodos 2011-2013, 2013-2014 y 2014-2017. Sus temas de interés son la literatura en relación con las expresiones de género, así como los derechos humanos.
También ofrece talleres a mujeres privadas de la libertad. Muestra de ellos son el curso Estrategias para narrarse y narrarlos, el Taller de escritura creativa de cuento y poesía y los Talleres continuos de creación literaria que impartió a reclusas del Centro de Readaptación Social de Sonora (CERESO 1) y de la Granja San Antonio. Producto de tales cursos surgieron las antologías La letra escarlata, en las cuales ha editado y publicado las creaciones de sus alumnas.
Uno de sus poemas más recientes es The walking dead around, publicado en la revista literaria El Coloquio de los Perros.
Desde 2022 funge como Coordinadora del Observatorio contra la Discriminación en la Comisión Estatal de Derechos Humanos.

## Obra publicada
| Año  | Título del libro                          |
| ---- | ----------------------------------------- |
| 2016 | De cuando ellos se narraron               |
| 2019 | Love is love, o de cómo me ato las cintas |
| 2022 | Villa Paraíso                             |

## Premios
| Año  | Concurso                                                           | Lugar   | Categoría |
| ---- | ------------------------------------------------------------------ | ------- | --------- |
| 2013 | VIII Concurso Universitario de Literatura Luis Enrique García      | Primero | Cuento    |
| 2013 | VIII Concurso Universitario de Literatura Alicia Muñoz Romero      | Segundo | Poesía    |
| 2014 | XV Premio Nacional de Narrativa Sonora Gerardo Cornejo             | Primero | Cuento    |
| 2015 | X Concurso Universitario de Literatura Alicia Muñoz Romero         | Primero | Poesía    |
| 2015 | X Concurso Universitario de Literatura Luis Enrique García         | Segundo | Cuento    |
| 2018 | Concurso del Libro Sonorense                                       | Primero | Cuento    |
| 2021 | Concurso del Libro Sonorense                                       | Primero | Cuento    |
| 2023 | Certamen Nacional de Poesía de la Universidad Autónoma de Campeche | Primero | Poesía    |